# Искендеров, Фуад Эльдар оглы
Фуад Эльдар оглы Искендеров (азерб. Fuad Eldar Oğlu İsgəndərov; род. 6 августа 1961, Баку) — азербайджанский дипломат. Посол Азербайджана в Швейцарии.

## Биография
Родился 6 августа 1961 года в Баку. В 1983 году окончил переводческий факультет Института  международных отношений и международного права Киевского национального университета по специальности «международные экономические отношения и английский язык».
С 1983 по 1986 год являлся аспирантом, доцентом кафедры политической экономии Азербайджанского государственного экономического университета.
В 1999 году окончил курсы кризисного управления  Международной правоохранительной Академии (Будапешт).
В 2001 году окончил Черноморскую программу повышения квалификации Школы управления им. Дж. Кеннеди Гарвардского университета. В 2002 году прошёл курсы в области исполнения законодательства Государственного департамента США / Министерства юстиции США.
С 1995 по 2002 год являлся начальником управления информации и анализа Министерства национальной безопасности Азербайджана.
С 17 января 2002 по 26 мая 2006 года являлся заместителем министра национальной безопасности Азербайджана.
С 2006 по 2007 год — посол по особым поручениям МИД Азербайджана, главный секретарь Национальной комиссии Азербайджана по ЮНЕСКО.
22 февраля 2007 года присвоен ранг чрезвычайного и полномочного посла.
Посол Азербайджана в Нидерландах (22 февраля 2007 — 25 сентября 2012). Одновременно являлся постоянным представителем Азербайджана при ОЗХО (16 мая 2007 — 25 сентября 2012).
Посол Азербайджана в Бельгии (25 сентября 2012 — 26 июля 2021). Одновременно являлся послом Азербайджана в Люксембурге (11 декабря 2012 — 26 июля 2021). Глава представительства Азербайджана при ЕС (25 сентября 2012 — 26 июля 2021).
Посол Азербайджана в Швейцарии (с 26 июля 2021). Одновременно является послом Азербайджана в Лихтенштейне (с 29 ноября 2021).
Владеет русским, английским, турецким языками.

## Награды
- Орден «За службу Отечеству» III степени (9 июля 2019 года) — за плодотворную деятельность в органах дипломатической службы Азербайджанской Республики[12]